# NGC 250
NGC 250 è una Galassia lenticolare della costellazione dei Pesci.